# Hyppolit, a lakáj
Pour plus de détails, voir Fiche technique et Distribution.
Hyppolit, a lakáj (signifiant littéralement « Hyppolite, le valet ») est un film de comédie hongrois en noir et blanc réalisé par István Székely, sorti en 1931.
C'était le deuxième film hongrois parlant, et il a mis à l'affiche des stars : István Székely revenu d'Allemagne, le compositeur de chansons populaires à succès Mihály Eisemann, István Eiben qui était l'un des plus grands opérateurs de l'époque, le scénariste Károly Nóti, ainsi que trois acteurs très célèbres, Gyula Csortos, Gyula Kabos et Pál Jávor.
Gyula Kabos y jouait son premier film parlant. L'équipe du film a favorisé une action au déroulement précipité, notamment par le montage parallèle.
Il fait partie des douze meilleurs films hongrois déterminés en 2000 à partir des votes des critiques de cinéma, ainsi que des dix meilleurs films hongrois selon le vote en ligne de la chaîne de télévision Filmmúzeum. En 2008, il a fait l'objet d'une restauration numérique par les Archives nationales hongroises du cinéma (Magyar Nemzeti Filmarchívum),.

## Synopsis
Mátyás Schneider, propriétaire d'une société de transports, connaît soudain le succès, mais sa nouvelle richesse est perturbée par le fait que sa femme engage le valet d'un comte, parce qu'elle veut mener la vie de la grande bourgeoisie. De son côté, l'ingénieur Benedek travaille incognito aux expéditions pour être à proximité de la fille de Schneider, Terka, que sa maman aux prétentions aristocratiques destine pourtant à Makács, un homme issu d'une bonne famille. L'arrivée dans la maison de ces nouveaux riches du majordome, qui servait chez des familles de la noblesse, donne naissance à de nombreuses situations comiques.
Une citation célèbre : A hagymához is hagymát eszek. A halat pedig késsel fogom enni. Két késsel. (« Même pour accompagner les oignons, je mange des oignons. Et le poisson, je vais le manger au couteau. Avec deux couteaux ! ») — Le mari, s'adressant au valet.

## Fiche technique
- Titre original : Hyppolit, a lakáj
- Titre anglais : Hyppolit, the Butler
- Réalisation : István Székely
- Scénario : Károly Nóti, d'après la pièce de théâtre Hyppolit, a lakáj d'István Zágon
- Costumes : Mátyás Eisen
- Photographie : István Eiben ; Eduard Hoesch
- Montage : Gyula Ponkel
- Musique : Mihály Eisemann
- Société de production : Sonor Film
- Société de distribution : Kovács Emil és társa
- Budget : 1 million de pengő (recette : 3 millions)
- Pays d’origine :  Hongrie
- Langue originale : hongrois
- Format : noir et blanc
- Genre : comédie
- Durée : 77 minutes
- Dates de sortie : 
  - Hongrie : 27 novembre 1931

## Distribution
- Gyula Csortos : Hyppolit, le valet
- Gyula Kabos : Mátyás Schneider, entrepreneur
- Mici Haraszti : Mme Schneider, sa femme
- Éva Fenyvessy : Terka, leur fille
- Pál Jávor : István Benedek, ingénieur
- Gyula Gózon : Makács
- Ernő Szenes : Tóbiás
- Marcsa Simon : Julcsa
- Mici Erdélyi : Mimi